# Collège du Mont (Caen)

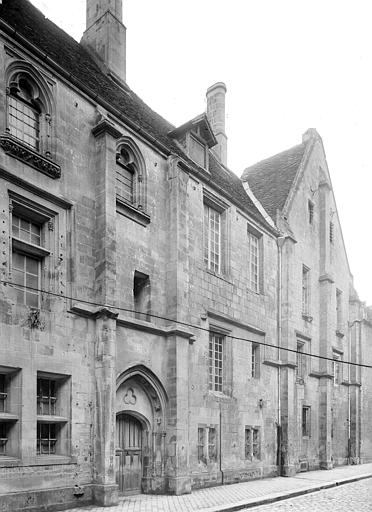
Façade du collège sur la rue Arcisse de Caumont.

Le collège du Mont est un ancien collège de l'abbaye du Mont-Saint-Michel situé à Caen et affiliée à son université en 1594. Devenu collège jésuite en 1609, et rebaptisé 'collège Royal-Bourbon', il est rendu à l'université en 1763 lorsque les jésuites sont expulsés de France (1763). Durant les XIXe et XXe siècles, les bâtiments sont affectés à divers services et abritent le musée des antiquaires de Normandie. Très endommagés durant la Seconde Guerre mondiale, il ne reste depuis qu'un seul bâtiment. 

## Histoire

### Avant la Révolution
Robert Jollivet, abbé du Mont-Saint-Michel, fait construire dans les années 1430 un hôtel, situé rue de l'église Saint-Étienne-le-Vieux à proximité de la porte Saint-Étienne. Cette résidence est constituée de deux corps de logis disposés en L, enserrant une cour. Conformément aux usages de la France de l’Ouest, une grande salle est située en rez-de-chaussée. À proximité sont situées une cuisine, une dépense et des celliers. À l’étage, quatre pièces sont placées en enfilade : une grande chambre, une chambre de parement, la chambre de retrait et la chapelle. Cet appartement est desservi par un grand escalier à vis qui menait à la fois vers la grande chambre et directement vers celle de l’abbé. Dans l'autre extrémité de l'aile en retour, étaient situées des chambres, sans communication avec l'ensemble destiné à l’abbé, et accessibles par un escalier à vis indépendante. Les dessertes verticales avaient d'ailleurs fait l'objet d'un soin particulier, puisque cet hôtel disposait exceptionnellement de quatre escaliers à vis. 
En 1494, les registres de l'université de Caen mentionnent pour la première fois la Pédagogie de maître Henri le Prévost dans ce manoir appartenant à l’abbaye du Mont-Saint-Michel. Le bâtiment est mis à sac par les protestants lors des troubles de 1562. Le manoir est vendu en 1579 par l’abbé Arthur de Cossé-Brissac et l’enseignement est suspendu. En 1582, il est racheté par François d'O, lieutenant général de la Basse-Normandie, pour le revendre à un secrétaire du roi. La ville de Caen rachète le manoir en 1591 et rouvre l’étude qui est érigée en collège de l’université de Caen en 1594, par placement de fonds d’économies, provenant de concession royale. Il est en conséquence qualifié de Royal et dit Regio-Montanus. 
Entre les 11 et 18 septembre 1603, Henri IV séjourne à Caen avec son confesseur, le Père jésuite Pierre Coton. À la suite de cette visite, le roi décide de fonder un collège et de le confier aux jésuites afin de lutter contre la présence relativement forte des Huguenots dans cette ville où le catholicisme est jugé trop peu militant. Mais les élites caennaises, qui n’ont pas participé aux excès de la Ligue, sont peu favorables à l’implantation des Jésuites. 
Le 3 mars 1604, Pasquier Savary, docteur en théologie, se fait passer auprès du roi pour un député envoyé par la ville de Caen pour demander la fondation d’un établissement jésuite. Mais la municipalité révèle la fraude et le projet échoue. Le roi envoie alors un prédicateur italien, Jean Gontery (ou Gontieri) afin de préparer un nouveau projet. La municipalité évoque alors un manque de moyens financiers et de locaux, mais l’abbé de Sainte-Colombe renonce au prieuré de Sainte-Barbe-en-Auge, offrant ainsi 3 000 livres de rente pour la fondation du collège des Jésuites. Le palais des évêques de Bayeux est envisagé. Mise au pied du mur, la municipalité se voit obligée de céder, malgré l’hostilité des Caennais clairement exprimée lors d’une assemblée générale tenue au présidial de la rue de Geôle le 4 novembre 1608. Les Jésuites intriguent pour écarter Claude Colin qui était à la tête du collège du Mont depuis sa réouverture en 1594 en le faisant nommer prieur de l’Hôtel-Dieu de Caen. 
Par les lettres patentes du 6 décembre 1608, le roi ordonne enfin que le collège du Mont soit cédé aux pères jésuites. Ces derniers prennent possession du collège le 5 janvier 1609 et les professeurs de l'Université le quittent en août. La première rentrée scolaire a lieu en octobre 1609. De résidence universitaire, le collège du Mont devient institution d'enseignement.   
En 1620, les Jésuites sont autorisés à détruire l'ancienne muraille derrière le collège, la construction du bastion dit des jésuites et de la muraille dite des Tenailles étant achevée. En 1684, ils construisent une nouvelle église de l'autre côté de la rivière, l'église Notre-Dame-de-la-Gloriette. 
Après l'ouverture du collège jésuite, la population scolaire augmente lentement. Le collège rachète des locaux et s’agrandit par étapes (1619, 1667, 1686, 1697). En 1627, on recense 918 élèves et, sur la même période, 20 à 28 personnes assurant l’enseignement et l’encadrement. Le programme couvre l’histoire, la géographie, le latin et le grec, la religion, la philosophie, la rhétorique, les mathématiques, la physique et un peu d’astronomie. Louis XIV adjoint au collège une chaire d’hydrographie en 1704. Le théâtre est également un élément important de l’enseignement dispensé par les Jésuites. L’enseignement étant gratuit, il est largement ouvert aux enfants des classes populaires et de la petite bourgeoisie, ce qui explique en grande partie le fort taux d’alphabétisation constaté dans la ville de Caen à la fin du XVIIe siècle. 
En 1763, les Jésuites sont expulsés du royaume de France et le collège est rendu à l’université par arrêt du Parlement de Normandie du 5 mars 1763. En 1786, un édit de Louis XVI, portant règlement pour l’université de Caen, conserve ce collège, avec celui du Bois, en le complétant par création, pour chacun d’eux, d’une chaire d’histoire et de géographie.

### Après la Révolution

Le porche de l’Hôtel-Dieu en 2008 apposée sur le dernier bâtiment de l'ancien collège.

Le 22 octobre 1797, l'École centrale du Calvados ouvre des cours de physique expérimentale et de chimie dans le collège. Les bâtiments servent également de pensionnat pour les élèves. Les laboratoires de chimie ne s'installent définitivement qu'en l'an X quelque temps avant la fermeture des écoles centrales par la loi du 11 floréal an X. 
Après l’installation du lycée Malherbe à l’abbaye aux Hommes en 1804, l’administration préfectorale emménage alors dans l’ancien collège. En 1854, la construction d l'hôtel de préfecture du Calvados étant achevée, l'administration préfectorale quitte définitivement les locaux, à l'exception des Archives départementales du Calvados qui restent jusqu'en 1877, quand des locaux sont construits à proximité du conseil général. Après le départ de l'administration préfectorale, les locaux sont alloués à l'inspection académique et à l'Assistance publique.
Le préfet Tonnet lègue le bâtiment du fond à la Société des antiquaires de Normandie qui y fonde un musée abritant ses différentes collections. En 1855, la Société française d'archéologie aménage un musée de moulages de sculptures gallo-romaines et médiévales dans l’ancienne chapelle des Jésuites située au premier étage des bâtiments donnant sur la rue Arcisse de Caumont,. Une autre partie des bâtiments donnant sur la rue est occupée par l’Inspection académique. 
Au sud, le terrain de l'ancien collège est amputé d'une grande partie des jardins (ancien bastion des jésuites) afin de tracer une nouvelle voie publique (actuel boulevard Bertrand). 
La majeure partie de l’ancien collège est détruite pendant la bataille de Caen. Seul l’ancien musée des antiquaires de Normandie, très endommagé, subsiste dans la cour. Le bâtiment est sécurisé entre 1949 et 1951 sans rouvrir au public et les collections quittent définitivement le musée en 1963. Pendant la reconstruction de Caen, la rue de Bras est prolongée jusqu'au boulevard Bertrand à travers la cour du collège et la place Saint-Étienne-le-Vieux est aménagée à l'emplacement de l'ancien collège.

## Architecture
Le collège était organisé autour de deux cours. Le bâtiment sur la rue Arcisse de Caumont était le plus ancien. Il avait été construit au XVe siècle par Robert Jollivet. Les bâtiments des côtés de la cour des classes avaient été construits en 1711. Le bâtiment subsistant de nos jours date du XVIIe siècle.

## Anciens élèves et professeurs
Les anciens élèves comprennent : Jacques-Henri Bernardin de Saint-Pierre, Jean Eudes, Jean-Baptiste Couture, J. Hector St John de Crèvecoeur, Pierre-Daniel Huet, Michel Le Tellier (le confesseur de Louis XIV), Jacques Clinchamps de Malfilâtre, Jean-Baptiste Moulin, Jean-François Moulin, William Petty, Charles Porée, Gaston de Renty et Jean Regnault de Segrais.
Les anciens professeurs comprennent : Père André, Joseph-Pierre de Bonnécamps, Henri-Anne de Gennes, François-Joseph Desbillons, Claude-François Fraguier, Paul Le Jeune et Noël-Étienne Sanadon.

### Sources bibliographiques
- Gervais de La Rue, Essais historiques sur la ville de Caen et son arrondissement, Caen, Poisson, 1820, p. 236-252 [lire en ligne (page consultée le 22 août 2008)].
- Lucien Musset, « Historique sommaire du Musée des antiquaires (1824-1963) », Bulletin de la Société des antiquaires de Normandie, t. 57 (1963-1965), Caen, 1965, p. 583-588 [lire en ligne (page consultée le 20 août 2008)].
- Frédéric Vaultier, Histoire de la ville de Caen, Caen, B. Mancel, 1843, p. 163-164.
- Dossier pédagogique du Musée de Normandie, réalisé par l’Association des Amis du Musée de Normandie : Caen à l’époque classique (XVIIe-XVIIIe), p. 33-38 [lire en ligne (page consultée le 22 août 2008)].